# إدي برستون
إدي برستون (بالإنجليزية: Eddie Preston)‏ هو عازف جاز أمريكي، ولد في 9 مايو 1925 في دالاس في الولايات المتحدة، وتوفي في 22 يونيو 2009 في Palm Coast ‏.

## وصلات خارجية
- إدي برستون على موقع ميوزك برينز (الإنجليزية)
- إدي برستون على موقع أول ميوزيك (الإنجليزية)
- إدي برستون على موقع ديسكوغز (الإنجليزية)